# Сиренко, Варвара Захаровна
Варвара Захаровна Сиренко (укр. Варвара Захарівна Сіренко; 24 ноября 1911 — 24 ноября 2000) — украинская советская деятель сельского хозяйства, звеньевая совхоза «Красная Волна» в Великобурлукском районе. Герой Социалистического Труда.

## Биография
Варвара Сиренко родилась 24 ноября 1911 года на территории современной Харьковской области в украинской крестьянской семье. Получила начальное образование, в 1935 году начала работать в совхозе «Красная Волна», через двенадцать лет она возглавила полеводческое звено по выращиванию зерновых культур. В том году совхоз собрал рекордное количество зерновых культур, в частности звено Сиренко собрало 35,7 центнера озимой пшеницы с гектара на общей площади в 35 гектаров. За что Президиум Верховного Совета СССР указом от 13 марта 1948 года удостоил Варвару Сиренко звания Героя Социалистического Труда с вручением ордена Ленина и медали «Серп и Молот». Кроме неё, звание героя получили ещё восемь работников «Красной Волны», это директор совхоза Александр Майборода, руководитель 1-го отдела совхоза Филипп Куценко и звеньевые: Мария Губина, Варвара Житник, Екатерина Колесник, Татьяна Лидовская, Пелагея Олейник и Анна Пасмур.
Жила в селе Зелёный Гай Великобурлукского района. Также была награждена несколькими медалями, в частности медалью «За доблестный труд. В ознаменование 100-летия со дня рождения Владимира Ильича Ленина». Умерла Варвара Сиренко 24 ноября 2000 года и была похоронена в селе Зелёный Гай.

## Награды
- Герой Социалистического Труда (13.03.1948)[1]
- орден Ленина (13.03.1948)[1]
- медаль «Серп и Молот» (13.03.1948)[1]
- медаль «В ознаменование 100-летия со дня рождения Владимира Ильича Ленина»[1]
- медали[1]